# Корпорация Э.Л.И.Т.А.
Корпорация Э.Л.И.Т.А. — российская видеоигра в жанре боевые гонки с элементами аркады и RPG.

## Сюжет
На заре колонизации космоса человечество отправляло корабли с переселенцами через специально сконструированные Звёздные Врата во все уголки Вселенной. Корабль «Прометей» был одним из таких, но из-за аварии ему пришлось сойти с маршрута и осуществить выброску колонистов на планете Эквилибрис.
Спустя несколько тысяч лет на планете идёт борьба за выживание. Люди поделились на кланы и живут обособленно в городах-кластерах, торгуя и воюя между собой. Единственная организация, которая пытается объединить разрозненные кланы — это Корпорация Элита, однако далеко не все кланы хотят с ней сотрудничать, а некоторые объявили ей войну.
Главный герой — механик 2-го класса Тони Кроу, работающий в гараже одного из кластеров Корпорации, по меткому выражению его начальника «никто, без возможности и шанса выйти в люди». Его посылают в соседний кластер доставить бандероль и обещают повышение в звании. Кроу соглашается и получает свой первый роамер — боевое транспортное средство, без которого на планете делать нечего.
Продвигаясь по карьерной лестнице и выполняя задания Корпорации, Кроу приходит к пониманию, что Корпорация далеко не так чиста, как ему кажется, и её люди не брезгуют никакими методами для достижения своих целей. Последней каплей становится совместное задание с агентом Корпорации — сотрудником внутренней секретной службы, которую боятся практически все, кроме высших руководителей. Не в силах дальше это терпеть, Кроу напивается в баре и закатывает истерику, привлекая к себе внимание одного из так называемых «диких» кланов.
На одном из заданий Кроу встречается со Снейпом — бывшим Советником Корпорации, а теперь одним из лидеров клана. Тот предлагает Кроу узнать правду о происходящем, но тот отказывается, говоря, что ему это неинтересно и он всего лишь хочет «гонять на роамере и не связываться со всякой грязью и дрянью». Снейп говорит, что это «тоже ничего цель» и «тебе можно доверять» и передает Тони флэшку для координатора Филлипса. Кроу отвозит флэшку и отправляется по переданным ему координатам в район, где вступает в битву с тяжелым роамером «диких». Не без труда победив противника, Кроу берет в плен пилота. Оказывается, что это девушка по имени Анна, которая стала свидетелем истерики в баре и несколько часов успокаивала Тони. Он отвозит ее в клан «Истина», к которому, как оказывается, принадлежит и Снейп. Анна передает ему информацию о тайных операциях агентов Корпорации и говорит, что настало время сделать выбор.
Тем временем Кроу получает новое звание и новое задание — обезвредить один из «диких» кланов, который долгое время занимается налетами на склады и конвои Корпорации. На этом задании он снова сталкивается с агентами. Кроу возвращается к Анне и говорит ей, что цели клана «Истина» его не интересуют, но для нее он готов сделать многое. Анна показывает ему в телескоп «Прометей» на орбите и рассказывает, что Корпорация уже очень давно скрывает тот факт, что родина человека — это не Эквилибрис, а Земля. Тони начинает работать на клан, выполняя их задания, но не забывая о службе в Корпорации. Очередным заданием Кроу становится уничтожение какого-то очень мощного роамера, созданного нейтральным кланом «Свободных Механиков» — Корпорация хочет нанести превентивный удар и взять клан под контроль. Кроу выполняет это задание, уничтожив машину, оказавшуюся огромной передвижной крепостью. Анна снова просит Кроу о помощи — необходимо выиграть гонку, приз которой — огромный кусок очень редкого сплава, необходимого ее клану для какого-то проекта. Тони выигрывает гонку, однако ему приходится убить нескольких конкурентов и он ссорится с Анной.
Советник Брамс даёт Кроу задание найти и уничтожить предателя, которого вычислили агенты Корпорации. Тони с блеском выполняет это задание, но в своей комнате он сталкивается с разъяренной Анной. Выясняется, что Кроу убил координатора Филлипса, который был для Анны как отец. Между Анной и Тони происходит перепалка, Анна признается Тони в любви.
Кроу выигрывает соревнования за звание Командора Корпорации — высшее звание, которое может получить пилот роамера в организации. Это звание открывает многие двери в организации и Тони пользуется этим, передавая свой личный ключ Анне. Затем по ее просьбе он угоняет конвой Корпорации, но по возвращении на базу попадает в засаду агентов Корпорации, которые следили за ним. Боевики клана во главе с Анной освобождают Тони, после чего Тони нападает на Верховного хранителя Корпорации — одного из руководителей организации, который передвигается на огромном роамере, созданном по чертежам клана «Свободных Механиков» и забирает у него ключ-карту, позволяющую попасть на «Прометей» без опасности быть уничтоженным охранными системами. На найденном давным-давно и собранном благодаря деятельности Тони космическом челноке Анна и Тони летят на корабль, чтобы отправиться на Землю и сообщить о происходящем.

## Отзывы
Игру критиковали за неживой окружающий мир, баги, отсутствие баланса, AI и оптимизации.
Оценка AG — 37/100, Игромания — 4/10